# Stefan Štiljanović

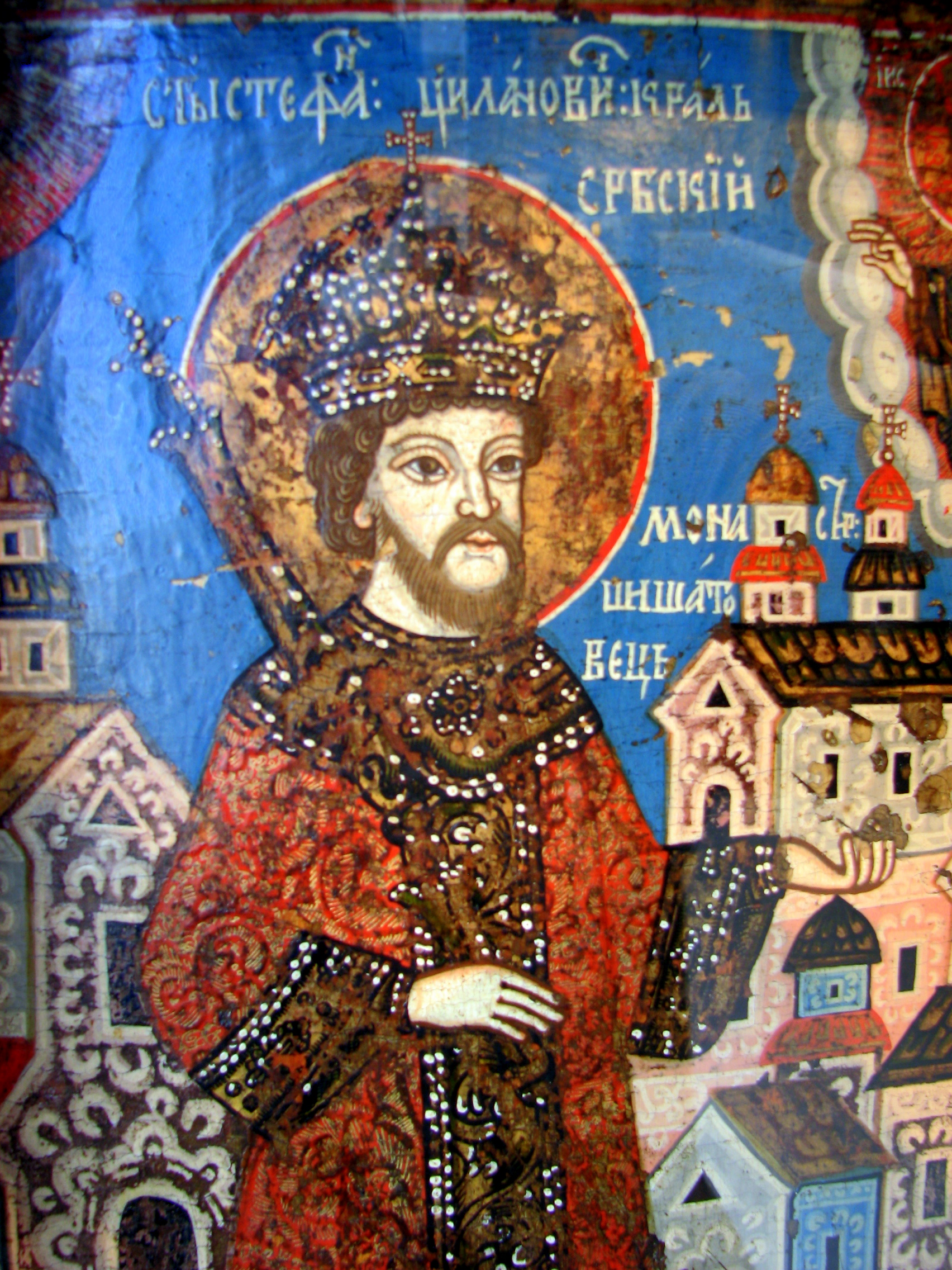
Stefan Štiljanović

Stefan Štiljanović (serbisch-kyrillisch Стефан Штиљановић) war das letzte Oberhaupt der Paštrović-Sippe aus der Region Bucht von Kotor im heutigen Montenegro, der Ende des 15. Jahrhunderts in die Region um Syrmien ins damalige Königreich Ungarn übersiedelte und später zum serbischen Despoten im damaligen Königreich Ungarn in den Regionen der heutigen westlichen Vojvodina und Ostslawoniens im heutigen Kroatien aufstieg. Er ist weiterhin ein Heiliger der serbisch-orthodoxen Kirche, dessen Gebeine in der Saborna Crkva in Belgrad bestattet sind. Sein Geburtsjahr ist unbekannt, als Sterbejahr wird das Jahr 1543 angenommen.
In seiner neuen Heimat bewährte er sich als hervorragender Wojwode. Er führte erfolgreich mehrere Schlachten gegen die vordringenden Osmanen, kam auch in Gefangenschaft, wurde jedoch, da er sehr wohlhabend und angesehen war, gegen Lösegeld wieder freigelassen. Um das Jahr 1520 begründete er das Kloster Kuveždin in der Fruška Gora in dem heute das Buch Panagirik aus dem Jahr 1545 aufbewahrt wird, das als ältestes Schriftzeugnis auf seinen Status als Heiligen verweist.
In der Region um das Kloster Šišatovac in der Fruška Gora entstand zu seiner Lebzeit ein regelrechter Kult um seine Person und seine militärischen Erfolge.
Nach seinem wahrscheinlich gewaltsamen Tod begründete der historisch nicht verifizierbaren Überlieferung nach seine Witwe Jelena Štiljanović mit dem geerbten Vermögen das Kloster Petkovica in der Fruška Gora. Daraufhin trat sie der Legende nach als Schwester Jelisaveta in das Kloster ein und wurde, wie ihr Gatte zuvor, nach ihrem Tod von der serbisch-orthodoxen Kirche heiliggesprochen.
Der Feiertag des hl. Stefan Štiljanović und der ehrwürdigen Jelisaveta wird am 17. Oktober nach dem gregorianischen bzw. am 4. Oktober nach dem julianischen Kalender begangen.
Dem hl. Stefan Štiljanović wurde u. a. eine Kapelle bei Osijek aus dem 19. Jahrhundert geweiht, die jedoch im kroatisch-serbischen Bürgerkrieg in Kroatien 1991 bis 1993 durch kroatische Streitkräfte zerstört wurde.